# Bargu
Cet article concerne la langue bargu. Pour le peuple barga, voir Bargas (peuple).
Le bargu est un dialecte mongol du bouriate, parlé dans la préfecture de Hulunbuir dans l'Est de la Mongolie-Intérieure, en Chine.

## Classification
Le bargu est le dialecte le plus oriental du bouriate. Il constitue une des cinq sous-groupes dialectaux de la langue.

## Dialectes
Le bargu est subdivisé en deux variétés: le vieux-bargu, ou khoshaan bargu, parlé dans la bannière du Vieux Barag, et le nouveau-bargu parlée dans les bannières du Nouveau Barag occidentale et orientale.

## Phonologie
Les tableaux présentent les phonèmes du vieux-bargu.

### Voyelles
|         | Antérieure  | Centrale | Postérieure |
| ------- | ----------- | -------- | ----------- |
| Fermée  | i [i] ɪ [ɪ] |          | ʊ [ʊ] u [u] |
| Moyenne | e [e]       | ə [ə]    | o [o]       |
| Ouverte |             |          | a [ɑ] ɔ [ɔ] |

### Consonnes
|               |               | Bilabiale | Dentale | Latérale | Palatale | Vélaire | Uvulaire |
| ------------- | ------------- | --------- | ------- | -------- | -------- | ------- | -------- |
| Occlusives    | Sourde        | p [p]     | t [t]   |          |          | k [k]   | q [q]    |
| Occlusives    | Sonore        | b [b]     | d [d]   |          |          | g [g]   |          |
| Fricatives    | Fricatives    | f [f]     | s [s]   |          | ʃ [ʃ]    | x [x]   |          |
| Affriquées    | Sourde        |           | ts [t͡s] |          | tʃ [t͡ʃ]  |         |          |
| Affriquées    | Sonore        |           | dz [d͡z] |          | dʒ [d͡ʒ]  |         |          |
| Nasales       | Nasales       | m [m]     | n [n]   |          |          | ŋ [ŋ]   |          |
| Liquides      | Liquides      |           | r [r]   | l [l]    |          |         |          |
| Semi-voyelles | Semi-voyelles | w [w]     |         |          | j [j]    |         |          |